# HMS Beagle

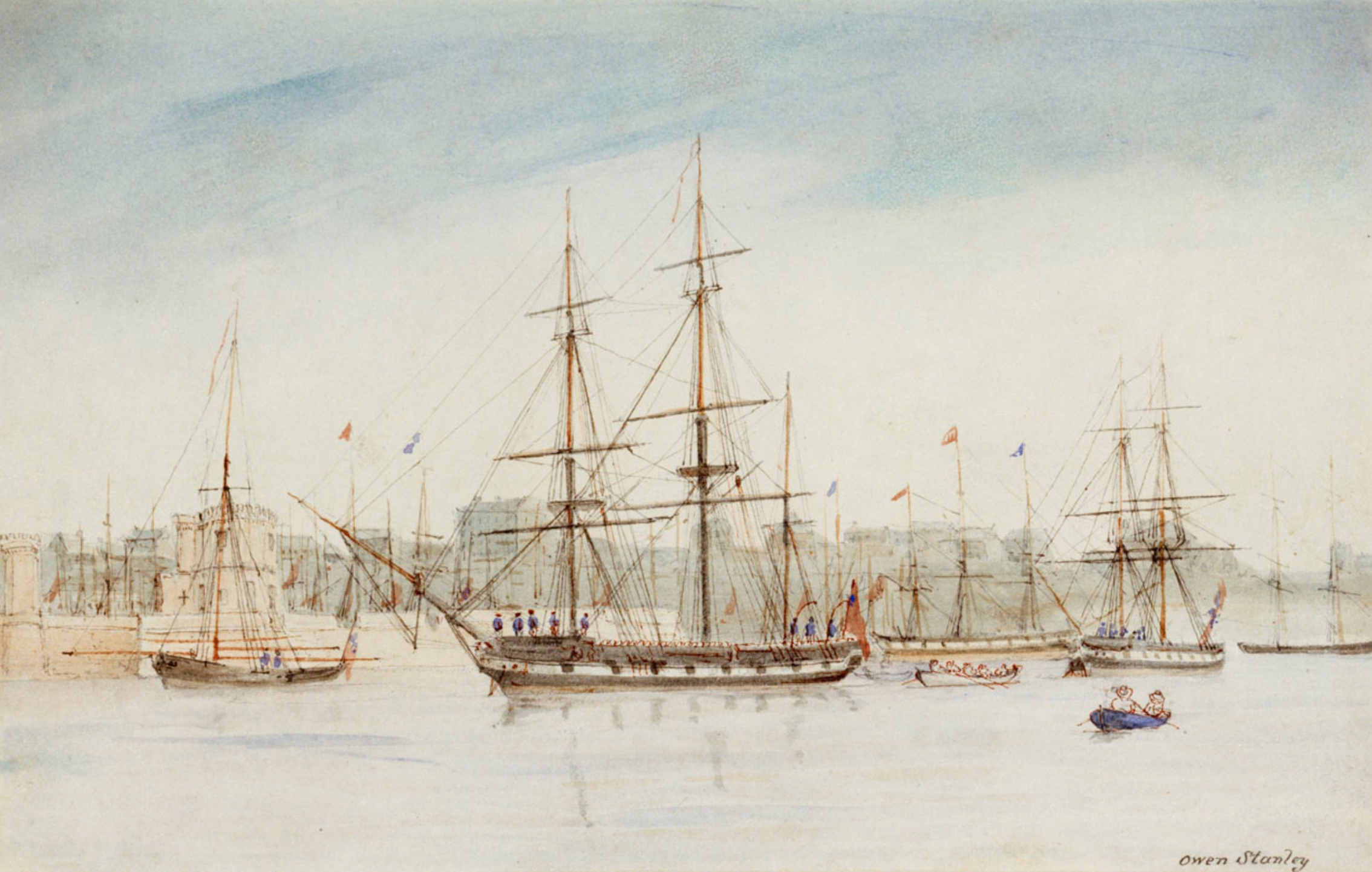
Біля берегів Австралії (1841)

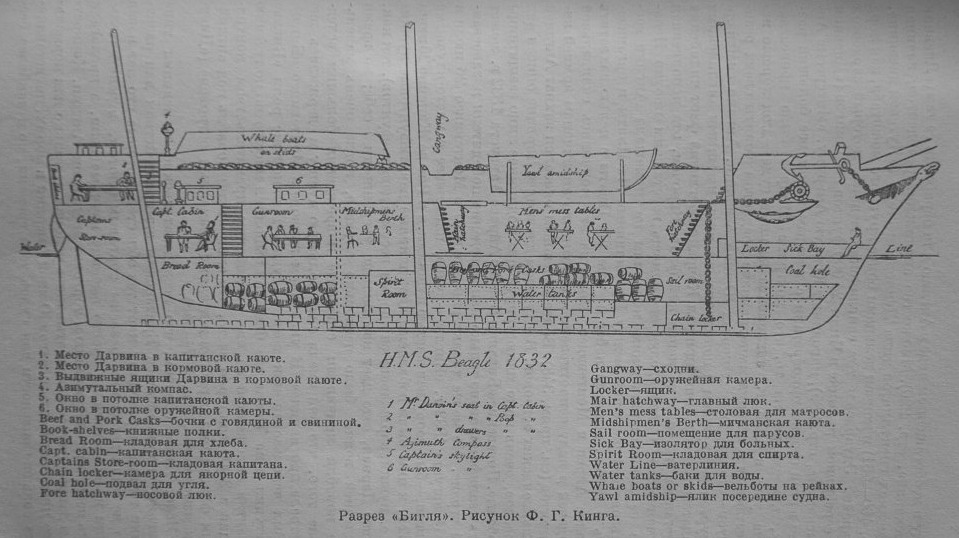
Поздовжній розріз корабля (1832)

51°35′45″ пн. ш. 0°48′49″ сх. д. / 51.595833333333° пн. ш. 0.81361111111111° сх. д.
HMS Beagle («Бігль») — спочатку бриг класу «Черокі», а пізніше барк, другий корабель ВМФ Великої Британії з такою назвою. Назва англійською мовою означає породу собак бігль.
Збудований в 1820 році на верфі у Вулвічі, що на Темзі. У липні того ж року взяв участь у військово-морському параді при коронації Георга IV і був першим кораблем, який пройшов під новим мостом у Лондоні. Потім деякий час він простояв у резерві через непотрібність. У 1825 році отримав ще одну щоглу та став таким чином барком. Був переобладнаним для дослідницьких цілей і взяв участь у трьох експедиціях. У другій з них, у 1831—1836 роках, під командуванням капітана Роберта Фіц-Роя, взяв участь натураліст Чарлз Дарвін (Див. Навколосвітня подорож Чарлза Дарвіна). У 1846 році переобладнаний під митне охоронне судно, а в 1870 році проданий під знищення.
На честь корабля названа протока Бігля в архіпелазі Вогняна Земля, що в Південній Америці.